# Li Chenyang
Li Chenyang (* 12. Mai 2003) ist ein chinesischer Leichtathlet, der sich auf den Stabhochsprung spezialisiert hat und aktuell Inhaber des Landesrekordes ist.

## Sportliche Laufbahn
Erste internationale Erfahrungen sammelte Li Chenyang im Jahr 2025, als er bei den Hallenweltmeisterschaften in Nanjing mit übersprungen 5,50 m den achten Platz belegte. Zuvor verbesserte er den chinesischen Landesrekord in Caen auf 5,85 m und löste damit Xue Changrui als Rekordhalter ab. Ende Mai belegte er bei den Asienmeisterschaften in Gumi mit 5,52 m den fünften Platz.